# ستيف أركيبالد
ستيف أركيبالد (بالإنجليزية: Steve Archibald)‏، من مواليد 27 سبتمبر 1956 في غلاسغو في اسكتلندا، لاعب كرة قدم أسكتلندي سابق، ومدرب كرة قدم أسكتلندي حالي.
لعب مع منتخب اسكتلندا لكرة القدم.

## روابط خارجية
- ستيف أركيبالد على موقع الاتحاد الدولي (مؤرشف)  (الإنجليزية)
- ستيف أركيبالد على موقع الاتحاد الأوربي (الإنجليزية)
- ستيف أركيبالد على موقع الاتحاد الإسكتلندي (الإنجليزية)
- ستيف أركيبالد على موقع قاعدة بيانات كرة القدم.إي يو (الإنجليزية)
- ستيف أركيبالد على موقع ناشيونال فوتبول تيمز (الإنجليزية)
- ستيف أركيبالد على موقع Soccerway.com (الإنجليزية)
- ستيف أركيبالد على موقع كووورة